# اومیگل
اومیگل (به انگلیسی: Omegle) یک وب سایت چت آنلاین رایگان است که به کاربران امکان می‌دهد بدون نیاز به ثبت نام با دیگران ارتباط برقرار کنند. این سرویس به‌طور تصادفی کاربران را در جلسات چت یک به یک جفت می‌کند به طوری که آنها به‌طور ناشناس با استفاده از نام‌های «You» و «Stranger» یا «Stranger 1» و «Stranger 2» در حالت جاسوسی با یکدیگر چت می‌کنند. این سایت توسط لیف کی بروکس ۱۸ ساله از براتلبورو، ورمونت ایجاد شد و در ۲۵ مارس ۲۰۰۹ راه اندازی شد. کمتر از یک ماه پس از راه اندازی، اومیگل حدود ۱۵۰۰۰۰ بازدید از صفحه در روز به دست آورد. و در مارس ۲۰۱۰ این سایت ویژگی ویدئو کنفرانس را معرفی کرد.